# Vřeténkovití
Vřeténkovití (Callionymidae) jsou čeleď paprskoploutvých ryb.

## Systematika
Za popisnou autoritu čeledi vřeténkovitých je považován francouzský přírodovědec Charles Lucien Bonaparte (1831). Na základě tradiční systematiky spadaly vřeténkovité ryby do sběrného řádu ostnoploutví (Perciformes), jenž s nástupem molekulární fylogenetiky doznal výrazných proměn co do svého složení. Vřeténky se spolu s dalšími skupinami ukázaly být blízce příbuzné jehlám a k roku 2025 patří do řádu Syngnathiformes. Čeleď vřeténkovitých je zde nejblíže spřízněna dračíkovitým (Draconettidae).
Následující seznam recentních rodů je aktuální k červnu 2025, přičemž vychází z Eschmeyer's Catalog of Fishes:
- Anaora Gray, 1835
- Callionymus Linnaeus, 1758
- Chalinops Smith, 1963
- Dactylopus Gill, 1859
- Diplogrammus Gill, 1865
- Draculo Snyder, 1911
- Eleutherochir Bleeker, 1879
- Paracallionymus Barnard, 1927
- Protogrammus Fricke, 1985
- Synchiropus Gill, 1859
- Tonlesapia Motomura & Mukai, 2006

## Popis

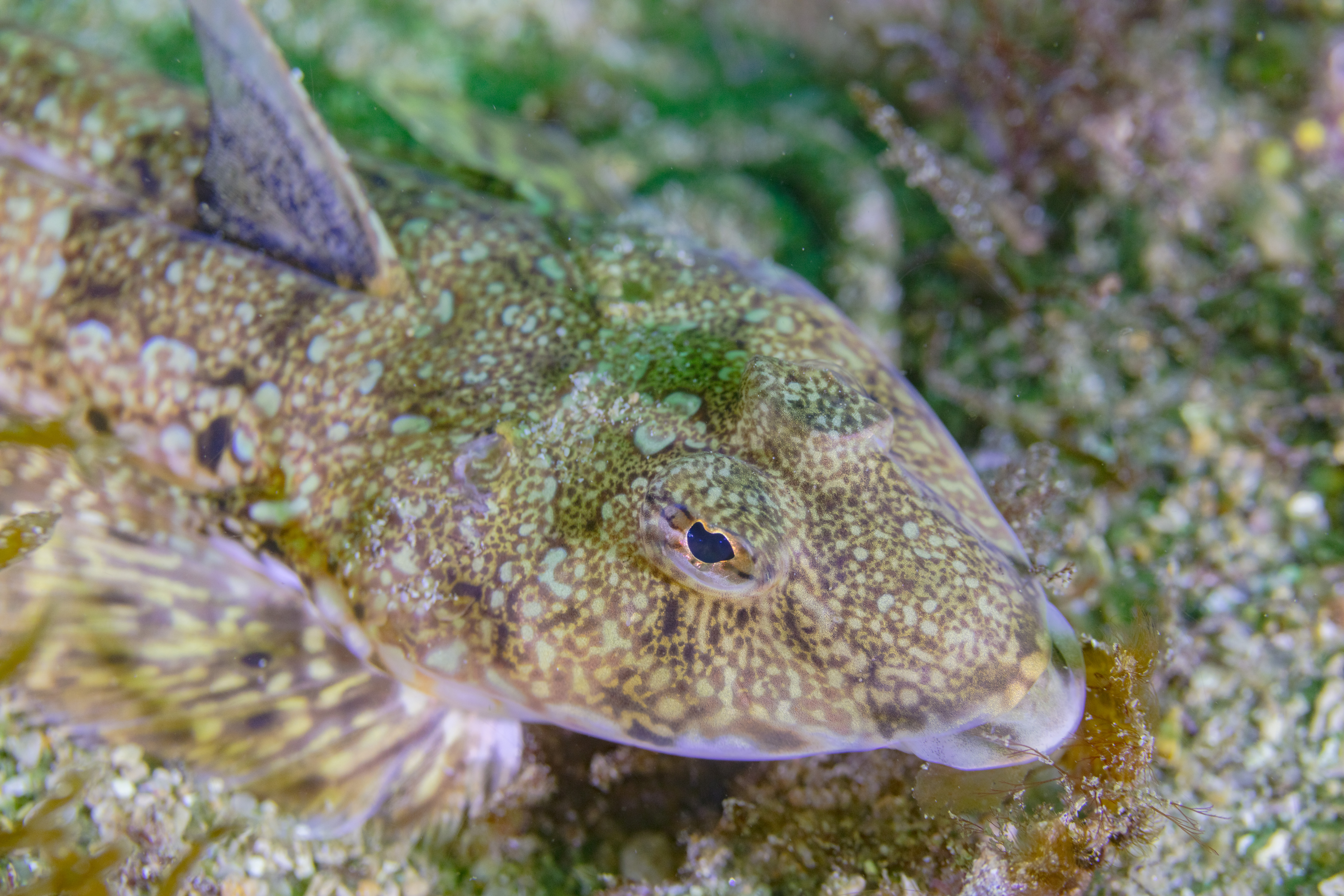
Vřeténka pestrá (Callionymus lyra)

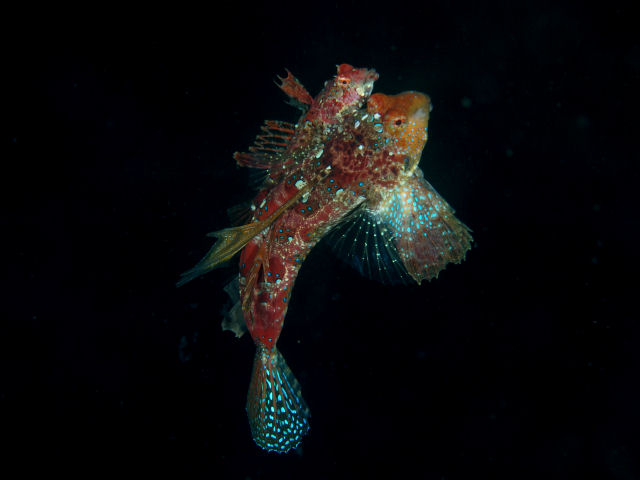
Vřeténka japonská (Synchiropus ijimae)

Jde o menší ryby, největší druhy dosahují délky těla asi 25 cm a některé jsou vyloženě drobné. Tělo je protáhlé, typicky zploštělé a nepokryté šupinami, samci bývají větší než samice. Na hřbetě jsou patrné dvě vysoké hřbetní ploutve, z nichž první nese 1–4 trny, druhá pak 6–11 paprsků. U samců jsou hřbetní ploutve větší než u samic. Řitní ploutev nese 4–10 měkkých paprsků. Mohutné jsou jak břišní, tak prsní ploutve, přičemž prsní ploutve vyrůstají až za břišními ploutvemi. Podoba ocasní ploutve se liší v závislosti na druhu, může však být protáhlá či lopatkovitá. Z charakteristických rysů této rybí čeledi lze dále jmenovat žaberní otvory redukované do podoby malých otvorů v horní části hlavy a nápadný trn na přední části skřelové kosti neboli preoperkulu. Mezi vřeténkovitými se objevují jak krypticky, tak pestře zbarvení zástupci.

## Ekologie a chování
Většina vřetének žije v tropických vodách jihovýchodní Asie a západního Tichého oceánu, a to až do hloubky asi 500 metrů. Typicky však obývají písčitá či bahnitá dna poblíž korálových útesů. Všichni zástupci vřeténkovitých se živí dravě, loví zejména menší druhy bezobratlých, větší zástupci vřetének (například z rodů Callionymus nebo Synchiropus) i větší kořist. Před vlastními predátory se brání produkcí nechutného hlenu.
Tření probíhá sezónně, někdy však i několikrát ročně (menší samice se u takových druhů mohou rozmnožovat až v pozdější části roku). Rozmnožovací chování vřeténkovitých ryb je poměrně propracované. Samci si vydržují domovské okrsky, které během období tření brání před ostatními samci. Při vzájemných ritualizovaných interakcích pro odehnání cizích samců či přivábení samic využívají pohyby zvětšené hřbetní ploutve. Samec si vydržuje jednu, nebo několik samic, s nimiž se páří. Pár se typicky před soumrakem vydává v těsném kontaktu směrem k hladině, kde dochází k samotnému tření. Menší samci si nemusí vymezovat vlastní území, ale spíše se snažit nenápadně proniknout do blízkosti samic dominantního samce (tzv. fenomén sneakers).